# 系外行星偵測法

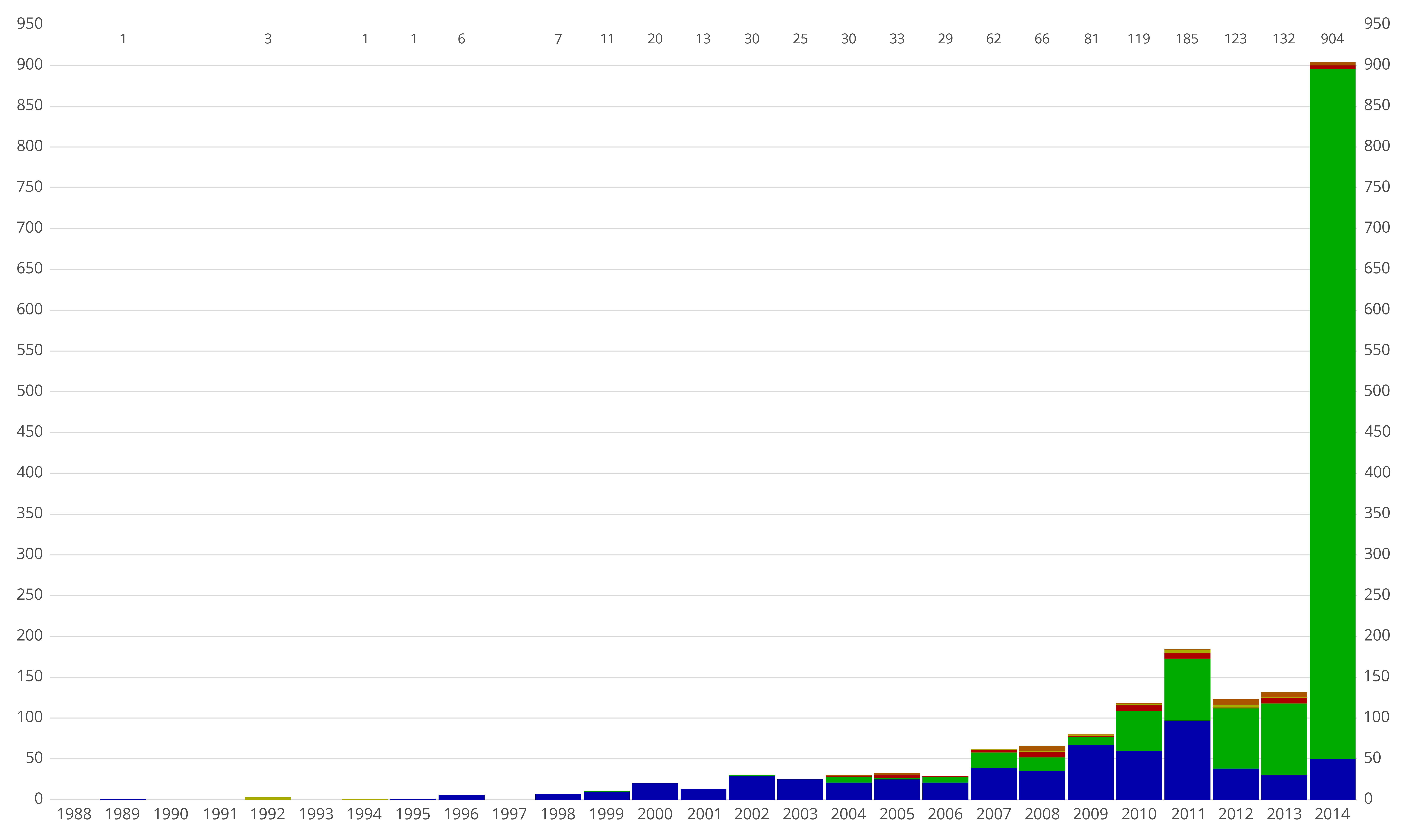
2014年9月以来每年发现的系外行星数量，其中颜色表示检测方法：
直接影像
微引力透镜
凌日法
凌日時間變分法
徑向速度

任何行星相對於其母恆星都是極其微弱的光源。要在母恆星耀眼的光輝內同時檢測出這種微弱的光源，都有其內在的困難。因為這種緣故，只有很少的太陽系外行星被直接觀測到。
取而代之的，天文學家通常都使用間接的方法來偵測太陽系外的行星。目前，有好幾種間接的方法都成功地偵測到了行星。

## 確定的偵測方法

### 天體測量

在這張圖中有一顆行星（較小的天體）環繞著恆星的，恆星本身在一個的小軌道上運行。這個系統的質量中心以一個紅色的十字標示出來（在這個例子中，它始終在恆星內部，但它偏離恆星幾何中心超過1/2半徑）。

這種方法不僅要精確的測量恆星在天空中的位置，還要觀察它與時間的變化。起初都是以肉眼和手寫來紀錄，在19世紀末期改用乾板攝影的方法，大大的提高了測量的精度，以及創造了新的資料存檔方法。如果一顆恆星有行星，則行星的重力影響將導致恆星本身在小小的圓或橢圓軌道上移動。實際上，恆星和行星都在軌道上繞著共同的質量中心（質心）在運轉，可以用二體問題來解出解決的方案。而因為恆星比行星重了許多，所以軌道會非常小。通常，相互的質量中心都會位於恆星的半徑之內。

太陽系的質量中心運動相對於太陽的位置。

天文測量學是搜尋系外行星最古老，並且原先也是最常用的方法，因為他曾經在描述天測聯星系統的特徵上非常成功，至少可以追溯至18世紀後期威廉·赫歇爾的陳述。他聲稱有一顆看不見的伴星，影響到在星表上登錄為「蛇夫座70」的位置。W. S. Jacob對這顆系外行星的位置計算是已知的第一筆正式紀錄。在半個世紀後才有其他人對其它他的系外行星作了相似的計算，直到20世紀初才最終的駁斥了這個結果。
長達兩個世紀之久，有關環繞著鄰近恆星有著「看不見的伴星」的報導和發現都是使用這種方法，在1996年喬治·蓋特伍德宣告發現鄰近的恆星拉蘭德21185有多顆行星環繞著，是這種方法的顛峰與告別之作。之後再也沒有天文學家宣稱使用這種方法，並且這種技術也逐漸失寵。很不幸的，恆星位置的變化是如此的小，以至於最好的地基望遠鏡因為所遭受的大氣擾動和系統偏差都不足以達到需要有的測量精確度。
在1996年之前，使用這種方法找到質量低於0.1太陽質量（行星）的行星級伴星，可能都是虛幻不實的。但是，在2002年，哈伯太空望遠鏡使用天體測量在之前被描述為有行星環繞的格利澤876獲得了成功
。
未來，使用在太空的天文台，像是NASA的太空干涉測量任務，或許可以經由天體測量發現大量過去未能確認的新行星，但目前它依然被認為不是檢測行星的好方法。
天體測量的一個優勢是對大型軌道的行星非常敏感，這使它可以做為其他對小型軌道敏感方法的輔助。然而，需要很長的觀測時間 － 幾年或者可能需要數十年，尤其是當行星距離恆星很遠，需要很長的時間才能完成一個軌道週期時。
在2009年，天文學家宣布用天體測量法發現了VB 10b，這是繞行鄰近的一顆低質量紅矮星VB 10，而質量只有木星質量7倍的行星。如果確認了，這將是多年來聲稱由天體測量法發現得第一顆系外行星。。但是，最近經由徑向速度的獨立研究卻未能檢出VB 10有大質量的伴星在軌道上繞行的任何證據
。
2010年10月發現的HD_176051 b是目前唯一一顆藉由天體測量確認的系外行星。

### 徑向速度
與天體測量法相似，徑向速度法也是利用恆星會以在小軌道上的移動回應行星的重力。現在的目標是量度恆星在移動時朝向或遠離地球的速度，換言之，是相對於地球在視線方向上的變化。由於都卜勒效應，徑向速度的變化可以從恆星譜線的移動推導。
由於恆星環繞質量中心的軌道非常小，因此恆星環繞著質量中心的速度相對於行星也很小。使用現代的光譜儀，像是ESO安裝在智利拉西拉天文台3.6米望遠鏡上的HARPS（高精度徑向速度行星搜索器）或是凱克天文台的HIRES，都可以檢測出低至1m/s的速度變化。測量徑向速度的方法是簡單又便宜的「外部高色散干涉測量」。
這是到目前為止最具有成效的行星，它也稱為都卜勒頻譜。這種方法與行星的距離無關，但是需要高精度的高信噪比，因此通常只適用於地球附近距離不超過160光年的恆星。它很容易找到鄰近恆星的大質量行星，但那些軌道距離較遠的行星就需要許多年的觀測，而且行星軌道與地球的視線方向傾斜度越高，所造成的晃動就越小，也就越難篩檢出來。徑向速度法的一個缺點是它只能估計行星的最低質量，但通常這只是真實質量的20%，而且行星的軌道方向越垂直於視線的方向，真實的質量就會越大。
徑向速度法發現的行星可以使用凌日法來驗證。當這兩種方法能結合一起使用時，行星的真實質量就能評斷了。

### 脈衝星計時法

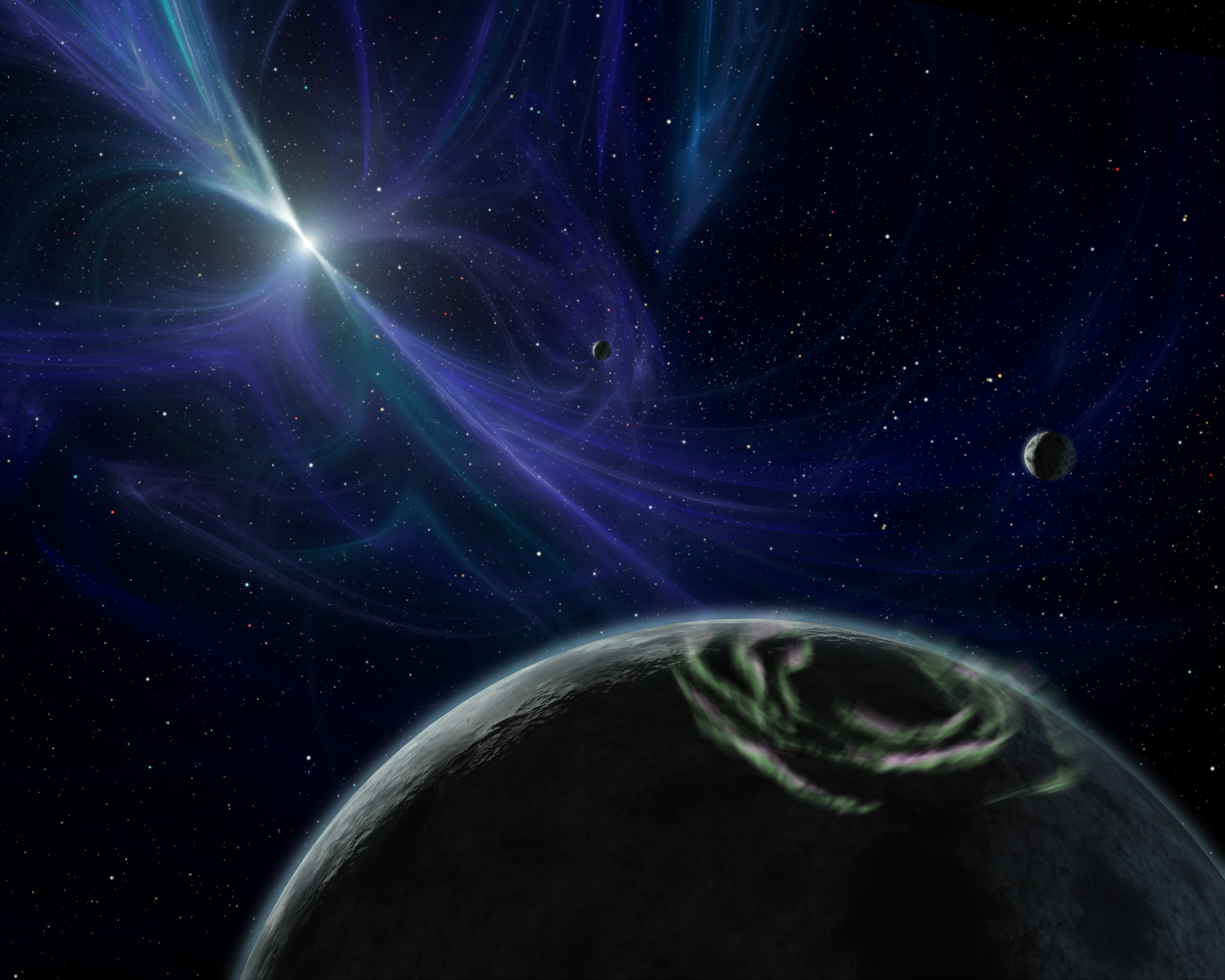
藝術家印象下的脈衝星PSR 1257+12的行星系統。

脈衝星是一顆中子星：超新星爆炸之後殘餘的超高密度小亮星。脈衝星發射出的輻射因為自轉而非常的規律，因為一顆脈衝星的自轉本質上是非常穩定的，因此在脈衝的電波輻射上觀察到的時間異常，可以用於追蹤脈衝星的運動。像平常的恆星一樣，脈衝星如果有行星而也會在小軌道上運動。以脈衝星的脈衝時間為基礎，可以計算並推導出軌道參數。
這種方法最初並不是設計來檢測行星的，但是因為靈敏度很高可以檢測到比其他方法能檢測到更小的行星，下限大約是地球質量的10倍。它也可以多行星系統之內行星相互間擾動的力，從而進一步的透漏這些行星和其軌道參數的資料。
脈衝星計時法的主要缺點是脈衝星比較少見，因此不可能大量使用這種方法發現行星。同時，如同我們所知的，因為有非常激烈的高能輻射，生命也不可能存在於繞行脈衝星的行星上。
在1992年，亞歷山大·沃爾茲森和戴爾·弗雷使用這種方法發現環繞著PSR 1257+12的行星。他們的發現很快就獲得證實，並成為太陽系之外第一次被確認的行星。

### 凌日法

凌日法是檢測太陽系外行星的方法，圖的下面演示隨著時間的推移，抵達地球的光度是如何變化的。

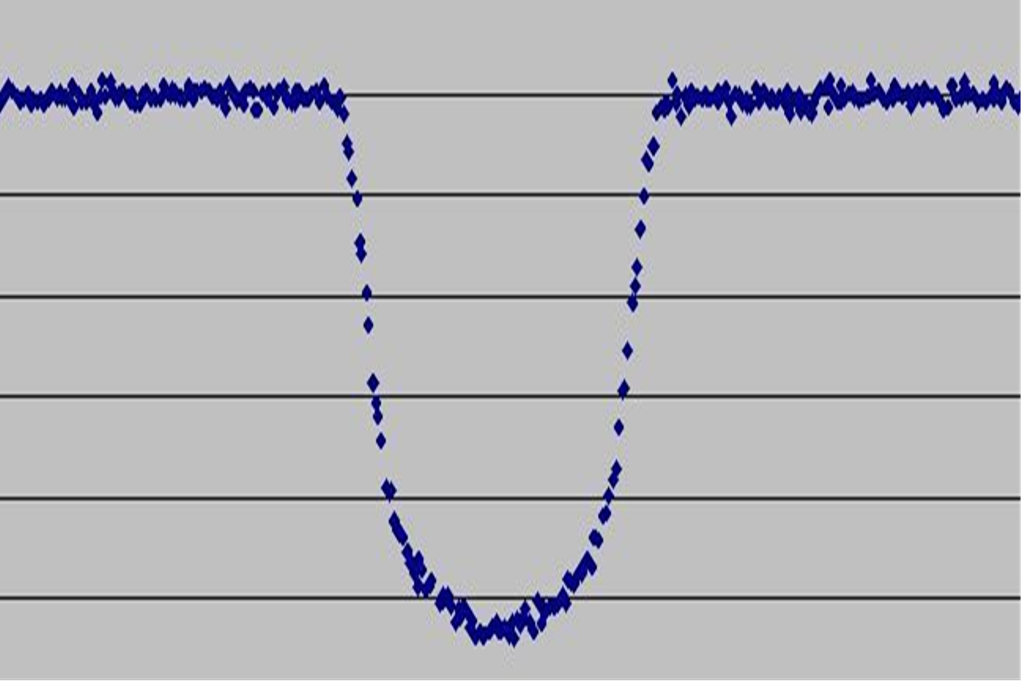
克卜勒6b光度計

當前述的方法提供了與行星質量有關的資訊，這種光度計的方法可以確定行星的半徑。如果一顆行星從母恆星盤面的前方橫越時，會觀察到恆星的視覺亮度略為下降一些，而這顆恆星變暗的程度取決於行星相對於恆星的大小。例如，在HD 209458，恆星的亮度暗了1.7%。
這種方法有兩個主要的缺點。首先，行星凌的現象只有在行星的軌道與觀測的天文學家的觀測點對齊時才能觀測到。行星的軌道平面在視線方向上橫越過恆星前方的機率與恆星的大小及行星軌道直徑的比率有關，大約有10%小軌道的行星有這樣的機會，比例並隨著軌道增大而降低。對在1天文單位的距離上，繞著太陽大小恆星的行星，能夠對齊而發生凌的機會是0.47%。但是，若能同時掃描包涵成千上萬，甚至數十萬顆恆星的大面積範圍，能夠發生凌而發現系外行星的數量原則上會超過徑向速度法，雖然它不能回答任何特定的恆星是否有行星的問題。
其次，這種檢測方法的虛假率很高。凌日法所檢測出來的訊息通常需要通過徑向速度法的複檢。

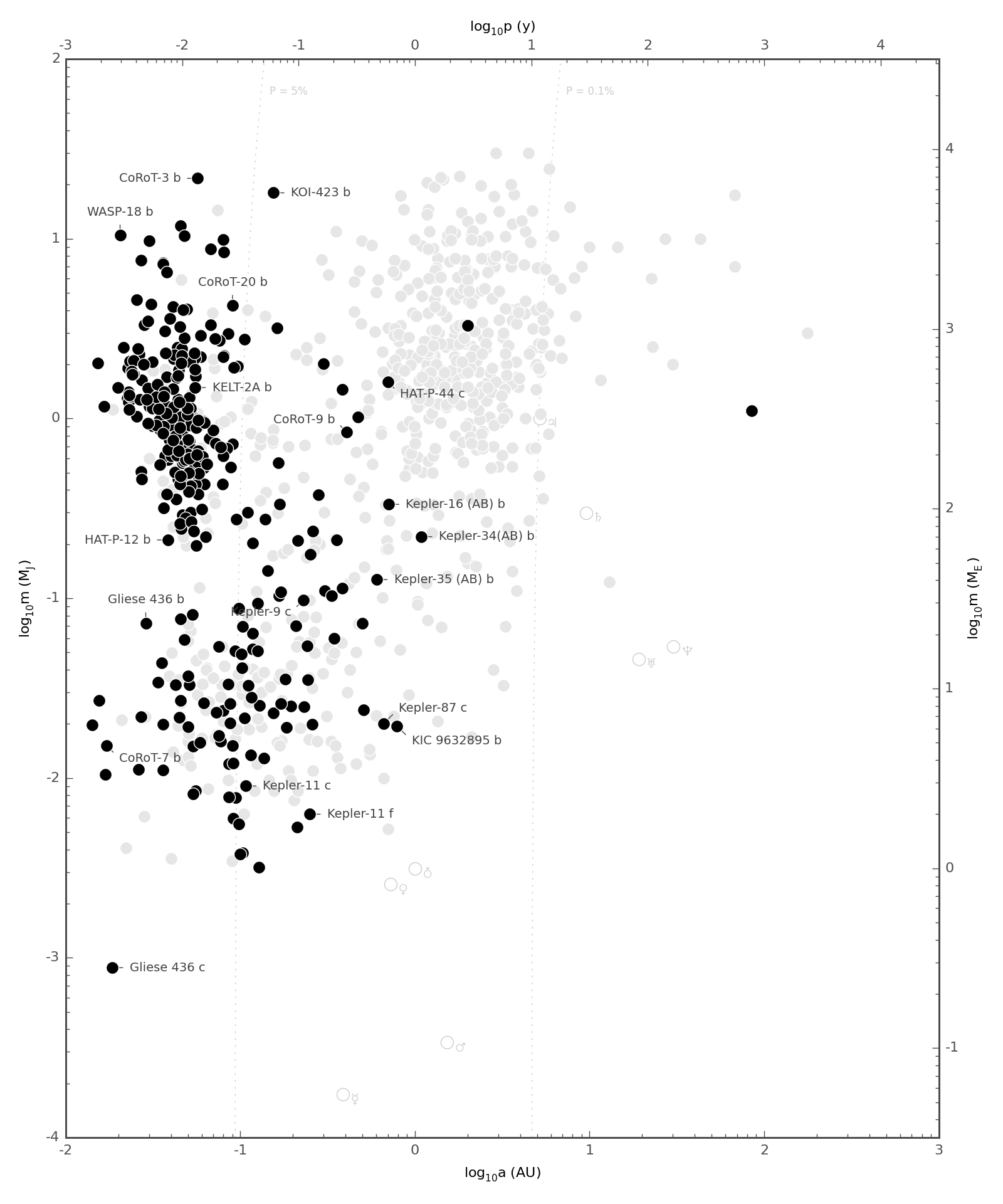
使用凌日法發現的行星特性（質量和軌道半長軸），和其他方法（右邊灰色）的比較。

凌日法的優點是可以從光變曲線測定行星的大小。在與徑向速度（可以測量行星的質量）結合後，就可以測出行星的密度，然後就可以對行星的物理結構有更多的瞭解。到目前為止，所有已知的系外行星已經有9顆經由這兩種方法得知最佳的特性。
凌日法還可以研究系外行星的大氣層。當行星從恆星的前方橫越時，恆星的光將通過行星上層的大氣層。仔細的研究高解析的恆星光譜，可以檢測出行星大氣層存在的元素。也可以測量星光經過行星的大氣層或被反射造成的偏極化，檢測出行星大氣層（和行星的物質）的成分。
此外，二次食（行星被恆星遮蔽）也可以測量行星的輻射。如果能將在二次食過程中的恆星光度的強度從之前或之後的光度中扣除，賸餘的部分就是由行星單獨造成的。這樣就可以測量行星的溫度，甚至可以測量行星的組成。在2005年3月，有兩組科學家在史匹哲太空望遠鏡運用這種技術。這兩組分別由哈佛-史密松天文物理中心的大衛·夏邦諾和戈达德太空飞行中心的L. D. Deming領導，分別研究TrES-1和HD 209458b。他們測出TrES-1的溫度是1,060 K（790°C），而HD 209458b的溫度是1,130 K (860°C)。此外，熱海王星格利澤436b也會進入二次食。但是有些發生凌的系外行星，從地球上觀測不到二次食的現象；HD 17156 b有超過90%是後者中的一顆。
CNES的COROT任務，從2006年開始在軌道上搜尋凌日的行星，由於沒有了大氣層的閃爍精確度得以提高。這項任務正如設計般的可以檢測出大小為地球質量數倍的系外行星，並且實際上比設計期望的更好。在2008年初就已經發現了兩顆系外行星  （兩顆都是"熱木星"）。

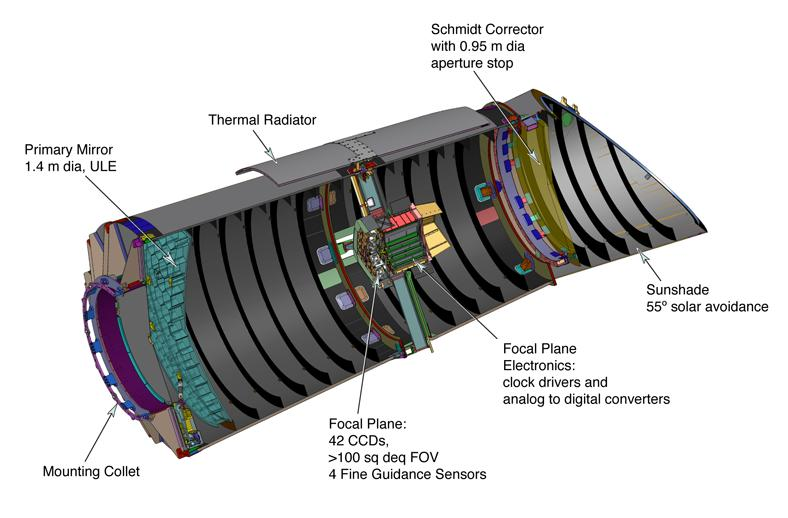
克卜勒任務是NASA的任務，它也能檢測太陽系外行星。

在2009年3月，美國國家航空暨太空總署的克卜勒發射升空，持續掃描有大量恆星的天鵝座區域，預期將能檢測出地球大小的行星，並能精確的測量其特徵。NASA的克卜勒任務使用凌日法掃描在天鵝座的十萬顆以上的恆星來尋找行星，克卜勒的靈敏度足以檢測出比地球更小的系外行星。同時掃描十萬顆的恆星，它不僅能檢測出地球大小的行星，它也能夠收集類似太陽的恆星周圍行星的數位統計資料。
克卜勒已經能夠檢驗出一顆已知的太陽系外行星，凌日的氣體巨星HAT-P-7b。克卜勒雖然不能將光線解析成圖像，但被期望甚至能夠檢測出軌道貼近但非凌日的氣體巨星。相反的，高熱恆星的亮度似乎周期性的隨著時間逐漸轉變，因為像月球，行星也會經由相位變化，週而復始的從滿月至新月。這種變化雖然小，但這樣的變化有如一顆行星的簽名。除了反射來自恆星的光，有些來自行星的光會像熱輻射來自行星本身。因此，相位曲線的形狀與行星大氣層的成分有所關聯，建立在行星的反射上，並且也顯示了從白天到黑夜的熱交換跡象。這種行星相位變化法可能是實際上能讓克卜勒衛星發現最大量的行星，因為它不需要行星從母恆星的盤面前方經過。

#### 凌日時間變分法
如果用凌日法檢測出了一顆行星，然後凌日時間的變化可以提供一個極其靈敏的方法，可以用來檢測另外可能存在的行星，大小可以小到只有地球的尺寸。WASP-3c就是使用這種方法藉由WASP-3b找到的。

### 微重力透鏡

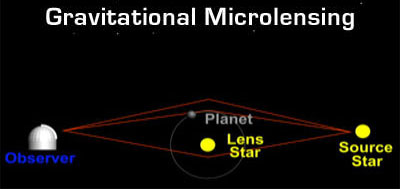
微重力透鏡

當一顆恆星的重力場像透鏡一樣，將遙遠背景恆星的光線放大，就產生微重力透鏡的現象。只有當兩顆恆星幾乎完全對齊時，才會產生這種效果。在過去的十年當中，已經觀察到數千次的此類事件。
如果作為前景的恆星擁有行星，那麼也可以探測到行星重力場貢獻的透鏡效應。由於這需要非常精準的對齊，才能檢測到行星的微重力透鏡效應，因此需要監測非常大量的恆星才有機會觀察到這種現象。這種方法最有可能獲得成效的就是觀察地球與銀河中心之間的恆星，因為銀河中心可以提供大量的背景恆星。
在1991年，普林斯頓大學的天文學家毛淑德（Shude Mao）和玻丹·帕琴斯基第一次提出利用微重力透鏡尋找系外行星的方法，直到2002年才由波蘭的天學家（安傑依·烏戴斯基、馬爾欽·庫比亞克和來自華沙的米哈爾·斯曼斯基和玻丹·帕琴斯基），在光學重力透鏡實驗的專案中發展出可行的方法後，才獲得成功。僅僅在一個月中，他們就發現了好幾顆可能的行星。自此之後，使用微重力透鏡確認的行星迄2006年已經有4顆。這是有能力在普通的主序星周圍檢測出質量類似地球大小行星的方法之一。
這種方法有一個缺點，因為恆星對齊的情況永遠不會再次發生，因此這種方法不能重複驗證結果。同時，被檢測到的行星通常距離有數千秒差距之遙，因此也難以用其他的方法進行後續的觀察。
這種觀測通常都是透過網路使用全自動望遠鏡來執行。
探索透鏡異常網/RoboNet計畫更是雄心勃勃，它透過網路聯結了世界各地的望遠鏡，跨越時區，幾乎可以24小時不間斷地觀測，提供經由微重力透鏡發現質量與地球接近的低質量行星機會。這種策略成功的檢出第一顆低質量行星OGLE-2005-BLG-390Lb。

### 拱星盤

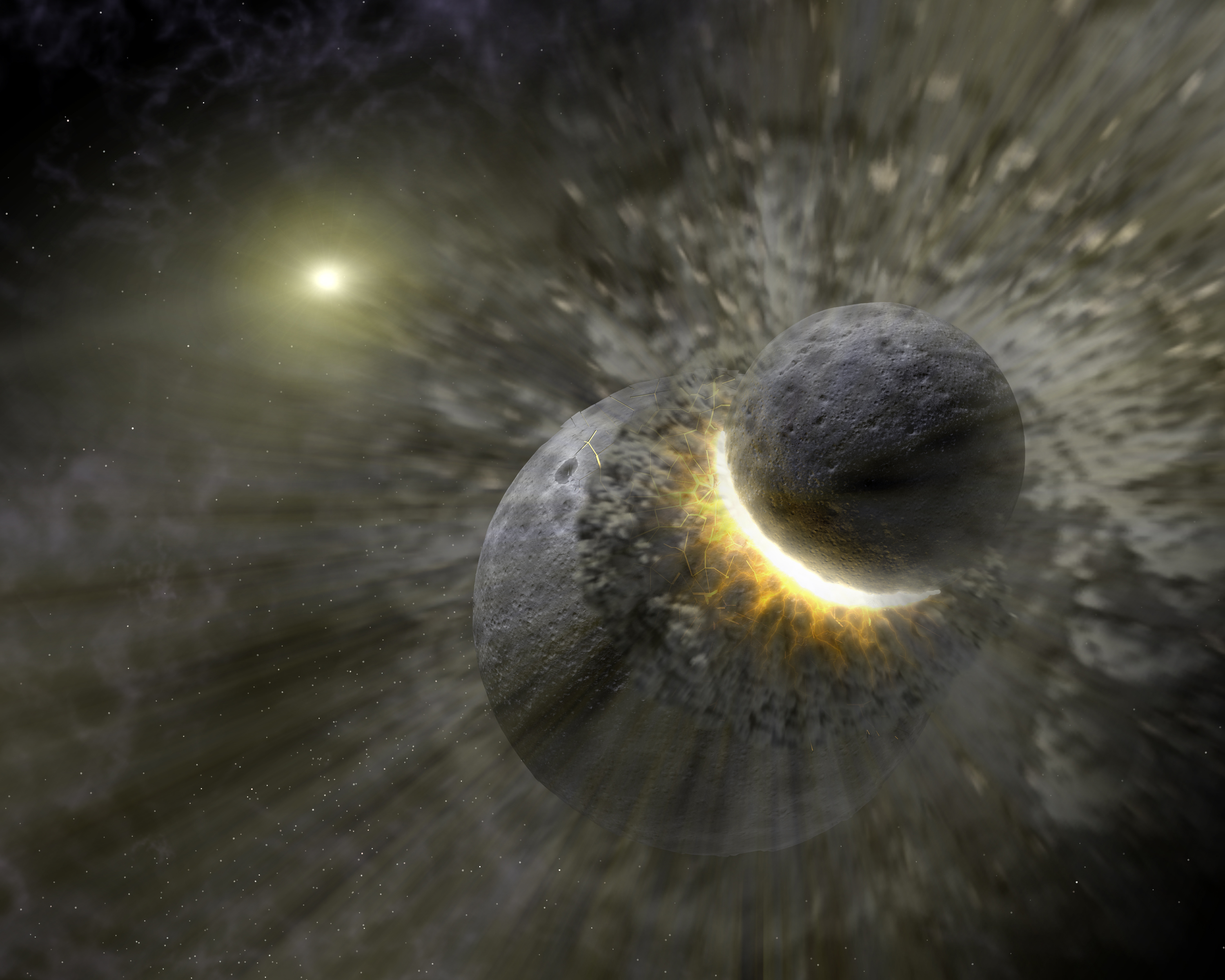
藝術家概念下環繞著織女星周圍的兩顆冥王星大小的矮行星碰撞。

有許多恆星都有盤狀的塵埃（岩屑盤）環繞著。因為這些塵粒會吸收恆星原來的星光，並且再以紅外線輻射出來，因此能夠被檢測到。即使這些塵粒的總質量小於地球的質量，但有足夠大的表面積使它們輻射出的紅外線的波長上能超越母恆星。
使用哈伯太空望遠鏡的NICMOS（近紅外線照相機和多目標分光儀）有能力觀察到這些塵埃盤。而它的姊妹裝置史匹哲太空望遠鏡，因為可以觀察更深遠的紅外線波長，因而可以得到比哈伯更好的影像。已經有15%的類太陽恆星被發現有塵埃盤。
這些塵埃相信是來自彗星和小行星相互間的碰撞，而來自恆星的輻射壓力在相對而言很短的時間內將這些塵埃粒子推入星際空間。因此，能偵測到這些塵埃粒子顯示新的碰撞不斷的補充這些塵粒，並且間接的提供強有力的證據，證明有許多小天體，像是彗星和小行星的集團環繞著母恆星。例如，環繞著鯨魚座τ的塵埃盤顯示這顆恆星有類似於我們太陽系的古柏帶的天體族群，並且至少有10倍的厚度。
更多的推論，塵埃盤的形狀有時被認為有完整尺寸的行星存在其中。有些盤片的中央有空腔，這意味著它們是真正的環狀，中央的空腔可能是一顆行星清除軌道上的塵粒造成的，其他的塵埃盤包含一些可能是行星引力影響造成的叢集。
這兩種特色都出現在環繞著波江座ε的塵埃盤，暗示有一顆軌道半經約40AU的行星存在（經由徑向速度方法的檢測在內側還有其他的行星。）。使用數值模型的碰撞清除技術可以檢測行星盤的這種交互作用。

### 恆星大氣的汙染
最近，來自史匹哲太空望遠鏡對白矮星大氣的光譜分析，發現包含一些像是鈣和鎂等的重元素。這些元素不可能來自恆星的核心，而可能來自靠得太近（在洛希極限內）的小行星的汙染。因為這些恆星和行星間的交互作用，使得較大的行星被潮汐力撕裂了。史匹哲的資料顯示有1-3%有類似的汙染。

### 直接影像
如前所述，行星的光芒相較於母恆星是極為微弱的，因此經常都被掩蓋在恆星耀眼的光輝內。因此，通常是很難直接檢測到它們的
有些計畫中裝備的望遠鏡具備直接觀察行星影象能力的儀器，包括：雙子望遠鏡 (Gemini Planet Imager(GPI))、VLT（SPHERE）和昴星團望遠鏡（HiCiao）。

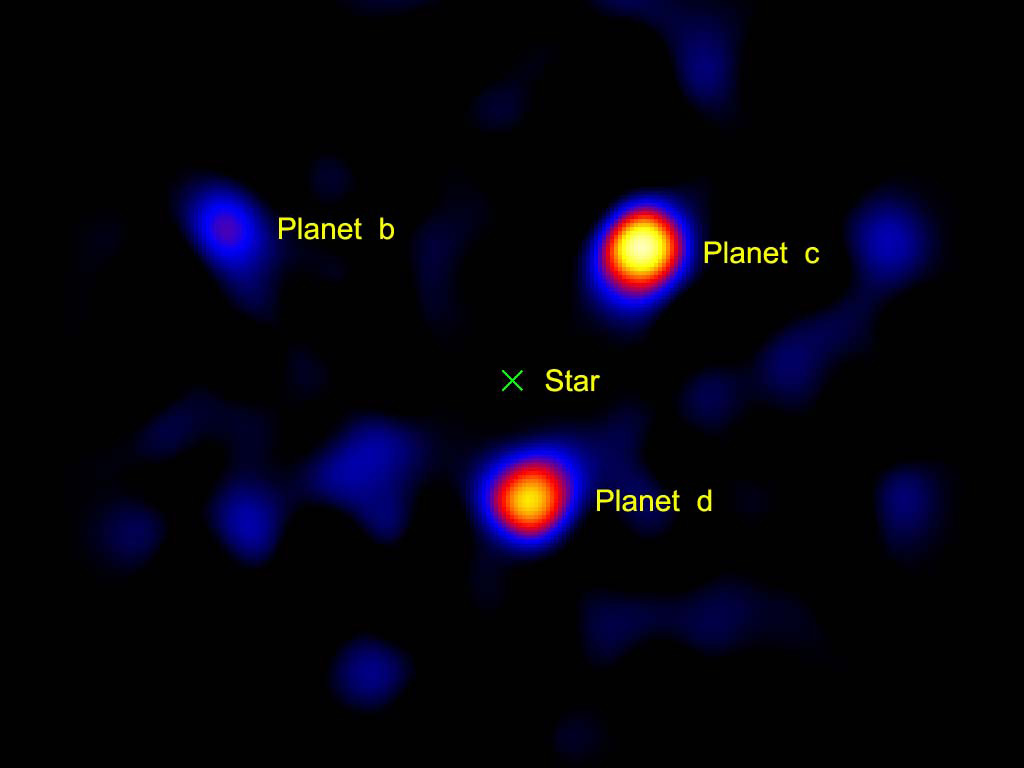
使用安裝在海爾望遠鏡的1.5米渦狀日冕儀直接拍攝到環繞著HR 8799的系外行星影像。

直到2010年，望遠鏡只能在特殊的環境下才能用直接影像觀察系外行星。具體而言，只有當行星很大時（通常要遠大於木星），並且與母恆星的距離夠遠，還要夠熱能輻攝大量的紅外線，才比較容易得到直接的影像。但是在2010年，來自NASA噴射推進實驗室的一個小組證明渦狀日冕儀可以讓小望遠鏡直接觀察到行星的影像。他們使用海爾望遠鏡1.5米的副鏡直接觀察到HR 8799先前已知行星的影像。
另一種有前途的方法是消零干涉測量。
在2004年7月，一群天文學家使用歐洲南方天文台在智利的甚大望遠鏡陣列獲得了2M1207b的影像，棕矮星2M1207的伴星
。在2005年12月，這顆行星的地位獲得確認。這顆行星的質量相信是木星的數倍，並且有大於40天文單位的軌道半徑。
在2008年9月，在距離恆星1RXS J160929.1−210524330天文單位的距離上發現了一個天體的影像，但直到2010年才被證實他不是這顆恆星的伴星，而只是並列在遠方的另一顆恆星
。 

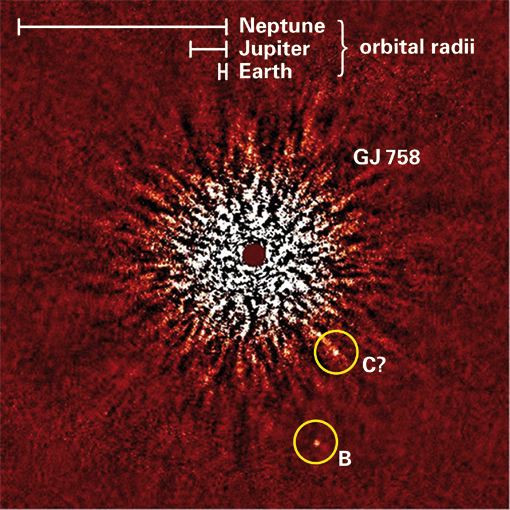
發現GJ 758系統的影像，這是使用昴星團望遠鏡的HiCIAO在近紅外線波段拍攝的。

2008年11月13日宣布的第一個多星系統的影像，是在2007年使用凱克望遠鏡和雙子望遠鏡這兩架望遠鏡拍攝的。直接觀察到了HR 8799的軌道，它們的直量分別是10、10、和7倍的木星質量。在同一天，2008年11月13日，還宣布哈伯太空望遠鏡直接觀測到北落師門有一顆不超過3MJ的行星。這兩個系統都有不同於古柏帶的盤狀物環繞著。還有另一個系統，GJ 758，在2009年11月被一個小組使用昴星團望遠鏡的儀器HiCIAO拍攝到影像。
還有其他三個可能有系外行星的直接影像：豺狼座GQb、繪架座AB b、和SCR 1845 b。當2006年3月，還沒有被直接影像確認的行星，相反的，它們自己可能也都只是棕矮星。

## 其他可能的方法

### 食聯星最小時間
當聯星的兩顆星相互對齊時，後者的星光會被前方的伴星遮蔽，這種系統稱為食雙星。當亮星的盤面被伴星遮蔽的面積最大時，是光度最低的時間，也稱為主食，並且約佔軌道週期一半的時間；次食是較亮的星遮蔽了伴星的盤面時造成的光度下降。光度最小的時間，或中心食，構成系統的光度很像脈衝星造成的時間脈衝戳記（不同於閃光星，它們是亮度的突增）。如果有行星環繞著聯星之中的一顆，這顆恆星將開始環繞聯行星的質量中心。當聯星中的恆星替換在行星的前方或後方時，食的最短時間將會發生改變，它們將會延後、準時、提前、準時、延後，不斷重覆。這種偏移量的週期性可能會是檢測圍繞著密接聯星系的系外行星最可靠的方法。

### 軌道相位反射光的變化
以貼近的短週期軌道繞行恆星的巨大行星會發生反射光線的變化，就像月球，會經歷從滿月到新月不斷循環的相位變化。雖然影響很小——需要使用很靈敏的光度計，能夠檢測如同地球大小的行星從太陽的前方穿越（凌日）——像木星大小的行星才能被太空望遠鏡，像是克卜勒太空天文台檢測出來。這種方法可能成為發現大多數行星最實用的方法，因為由軌道相位造成的反射光線變化與行星軌道的傾角幾乎毫無關聯。另一方面，巨大行星的相位函數可能會受到的限制，可能會反應出大氣層中粒子的實際大小和成分的分布。

### 極化測定術
來自恆星的光線應該是非極化的，也就是說光波振動的方向是隨機的。但是，當星光被行星的大氣層反射時，光波與大氣層的分子作用使它們被偏極化。
通過分析行星和恆星結合的光線中的偏振光（大約百萬分之一），原則上須要很高的靈敏度的測量移器進行分析，而且極化測定術不會受到地球大氣穩定度的限制。
用於極化側定術的天文設備稱為偏光計，有能力檢測偏振光和排除未偏振的光束。雖然還沒有用這種方法找到的行星，但是這些團體，像是ZIMPOL/CHEOPS和PlanetPol目前都還在使用偏光計搜尋系外行星。

## 未來的任務
幾個太空任務將使用已經被驗證過的行星檢測方法，在太空中使用天體測量法，因為去除了大氣層的扭曲效應，可以比在地面上的測量更靈敏，並且可以使用不能穿透大氣層的紅外線波段進行檢測。這些太空探測器中的一些應該可以檢測到類似我們地球的行星。

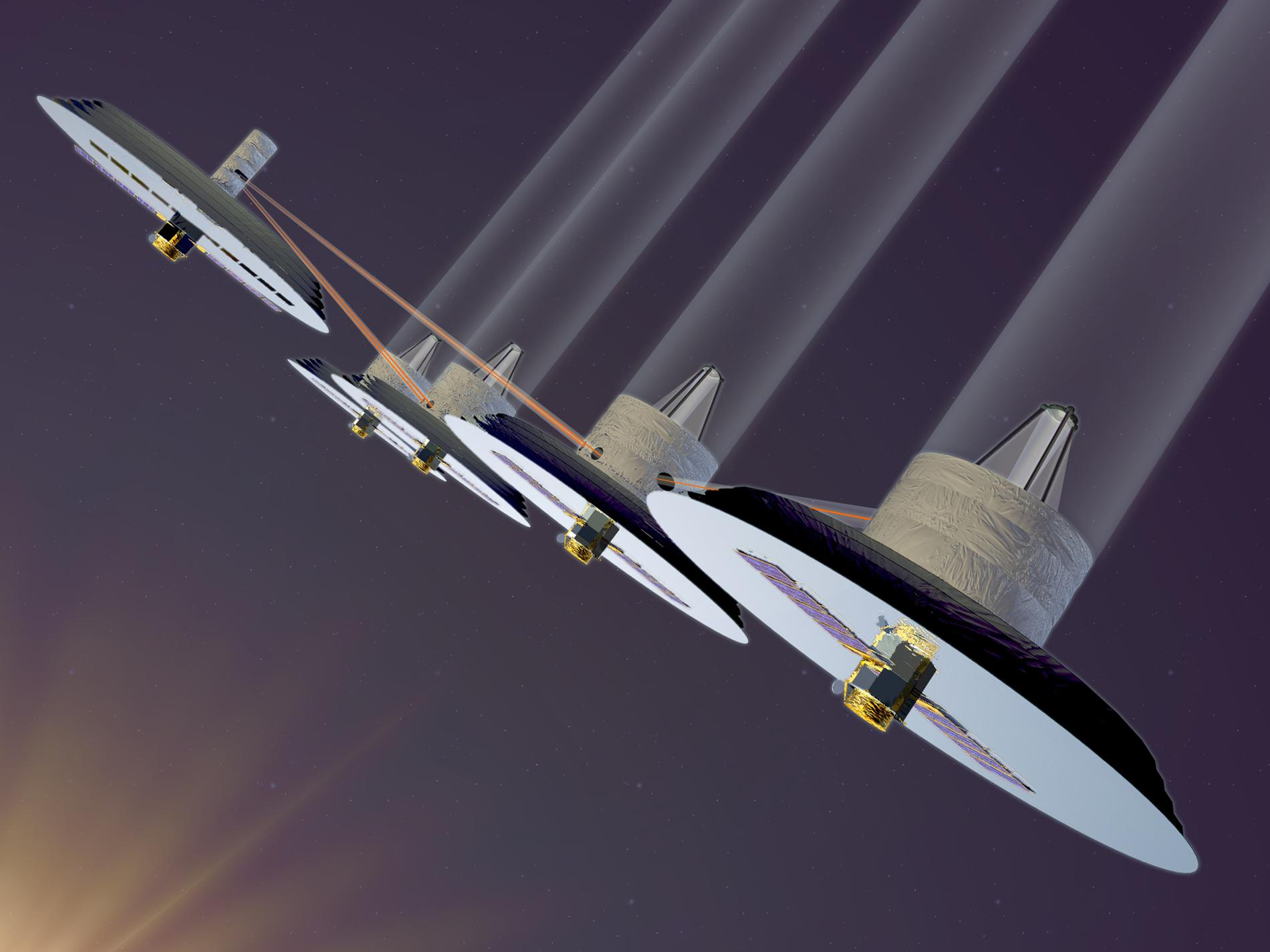
類地行星發現者 (註解：As of 2007，NASA已經剔除了此一計畫，資金已經移給克卜勒任務。)

(在2006年2月2日，NASA宣布因為經費上的問題無限期的暫停其他類地行星發現的任務。然後在2006年7月，美國眾議院的撥款委員會恢復了部分的資金，允許專案的開發工作繼續至2007年。COROT在2006年12月27日發射，同時克卜勒的發射也在2009年3月7日執行。)
NASA的太空干涉儀任務，目前計畫在2014年推出，將使用天體測量法，它或許可以檢測出鄰近地球附近的恆星是否有類似地球的行星。歐洲太空總署的黎明探測器和NASA的類地行星發現者 探測器將嘗試直接取得行星的影像。最近的新世界任務提出的想法是使用一個遮蔽者來阻擋恆星的光，而允許天文學家直接觀測環繞著的暗淡行星。
研議中巨大的地面望遠鏡還可以直接得到太陽系外的行星影像，ESO正在考慮建造的歐洲極大望遠鏡鏡面的直徑將在30米至60米之間。
在一段時間之後，或許在2025年之後，ATLAST或許可以直接研究類似地球大小系外行星的表面。

## 外部連結
- （英文）NASA's PlanetQuest （页面存档备份，存于）
- （英文）The detection and characterization of exoplanets[永久]
- （英文）Transiting exoplanet light curves （页面存档备份，存于）